# Chiococca sessilifolia
Chiococca sessilifolia är en måreväxtart som beskrevs av Faustino Miranda. Chiococca sessilifolia ingår i släktet Chiococca och familjen måreväxter. Inga underarter finns listade i Catalogue of Life.